# Calea ferată Tecuci-Făurei
Linia CF Tecuci-Făurei este o cale ferată secundară în România, simplă, neelectrificată, construită ca linie de legătură între magistrala CFR 700 (București-Urziceni-Făurei-Galați) și magistrala CFR 600 (Tecuci-Bârlad-Iași). Proiectată pentru circulația trenurilor de călători și marfă la viteza maximă de 100 km/h, construcția liniei a început în anul 1943 și a fost dată în folosință începând cu anul 1950. În prezent linia este deschisa doar pentru circulația trenurilor de marfă.